# Chapelle Sainte-Croix du palais des rois de Majorque
 (novembre 2020).
Si vous disposez d'ouvrages ou d'articles de référence ou si vous connaissez des sites web de qualité traitant du thème abordé ici, merci de compléter l'article en donnant les références utiles à sa vérifiabilité et en les liant à la section « Notes et références ».
La chapelle Sainte-Croix du palais des rois de Majorque, également appelée le Saint-Christ, est la chapelle située au sein du palais des Rois de Majorque, à Perpignan dans le département des Pyrénées-Orientales. Elle appartient à un style gothique primitif, avec une influence romane marquée.

## Situation
Elle se trouve au point le plus élevé du palais, à l'étage, au-dessus de la chapelle de Santa Maria Magdalena, par laquelle il est caché.

## Histoire
Elle est mentionnée pour la première fois en 1295, et doit avoir été terminée environ trois ans plus tôt. Cependant, sa dotation définitive ne se fit qu'en 1309, et l'organisation de son service religieux comme chapelle du palais, jusqu'au règne de Sanche de Majorque (1311-1324)[pas clair]. En 1642, son nom a été changé en Santa Florentina, mais après quelques années, il est revenu à son nom d'origine.
La chapelle s'ouvre entre deux fenêtres rectangulaires tendues horizontalement sur la terrasse ouest de la cour du château par un portail situé sur une façade en marbre polychrome (Vilafranca rose et Céret blanc). Le portail a deux colonnes avec des chapiteaux sculptés de chaque côté. La conception est encore romane, mais l'œuvre est déjà clairement gothique. Les chapiteaux présentent des monstres hybrides d'influence naturaliste, dans un beau contour gothique. Le tympan était sur un linteau avec un Christ pantocrator au milieu d'une frise de feuillage. La pierre a été peinte avec une polychromie délicate. Le linteau a disparu et n'est connu que par une lithographie du XIXe siècle.
La couverture est faite avec des voûtes d'ogives, avec une tête droite. La voûte, similaire mais plus haute, à celle de la chapelle inférieure de Sainte-Madeleine, part de corbeaux sculptés de figures d'anges et d'apôtres, et est couronnée de magnifiques clés de la voûte avec le Christ et Sainte-Madeleine dans le Hort de les Oliveres, un Pantocrator, et un tiers manquant, qui semble avoir contenu l'écu héraldique des rois de Majorque.